# Dabola
Dabola est une ville de la Guinée, située au centre du pays. C'est le chef-lieu de la préfecture homonyme.

## Situation géographique
C'est une ville entourée de montagnes de bauxite, telle que la montagne de Sincéry. Il y a aussi un barrage hydroélectrique qui ravitaille la ville elle-même, Dinguiraye et Faranah en électricité.
La ville est située à proximité du Tinkisso, un des principaux affluents du fleuve Niger ; il est traversé par la route nationale N°1 et la voie-ferrée Conakry-Kankan qui ne fonctionne plus de nos jours.

### Subdivision administrative
La préfecture de Dabola comprend 8 sous-préfectures qui sont : Dabola centre, Bissikrima, Konindou, Banko, Ndéma, Arfamoussaya, Kankama, Kindoye et Dogomet.

## Population

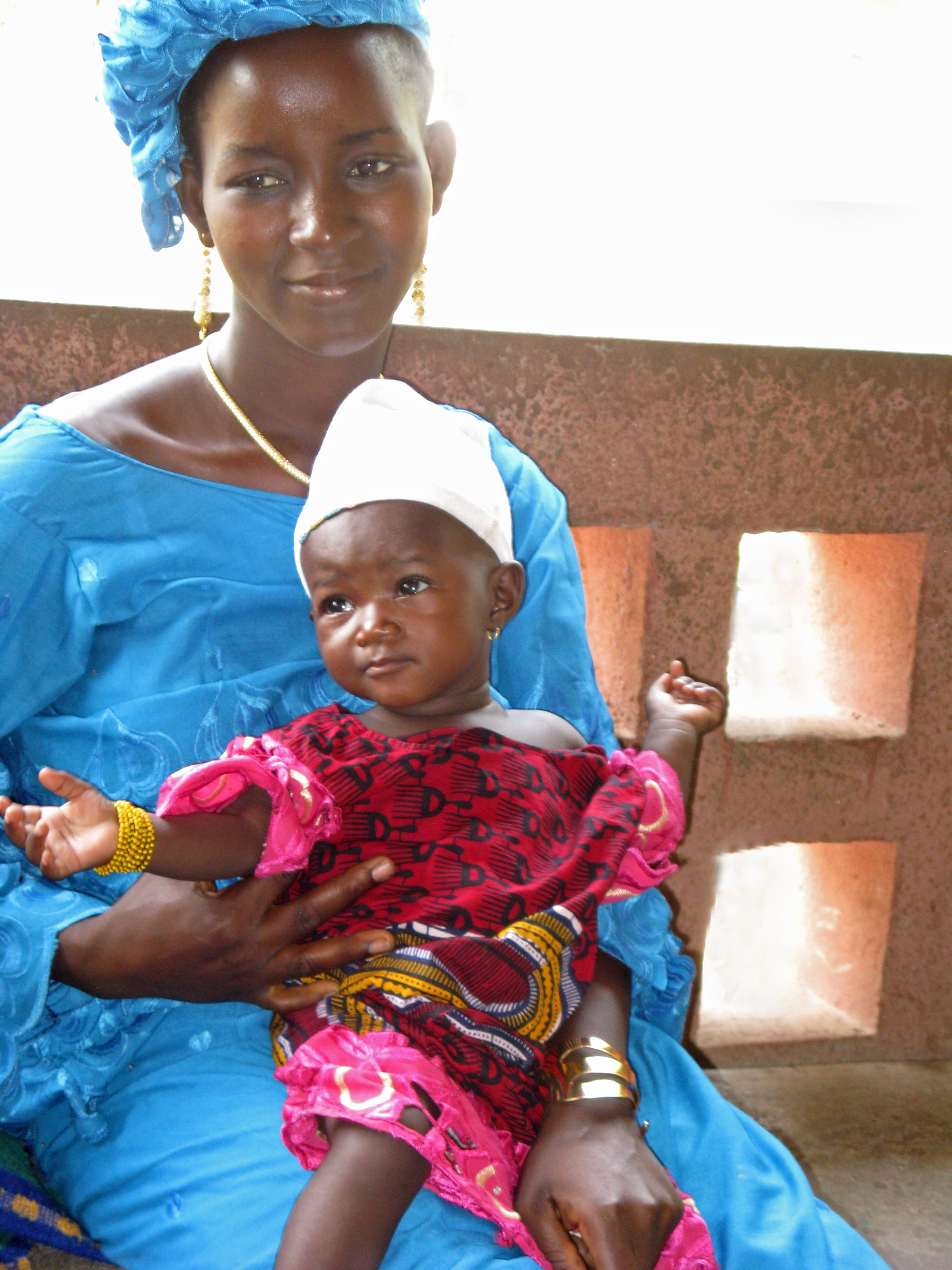

À partir d'une extrapolation du recensement de 2014 (RGPH3), la population de Dabola Centre a été estimée à 41 137 personnes.
La population est composée de Malinkés, Peuls, Guerzé, Soussous et Kissi.

### Langue
Les deux langues les plus parlées sont le Malinké et poular. Le jour de marché hebdomadaire de la ville est le mardi.

## Organisation et équipements
La ville est divisée en quartiers comme suit : Hamdallaye, Tinkisso, Foundeng, Heremakonon et Dabola-koro.
La ville possède un hôpital situé dans le quartier Dabola-koro et un grand centre de santé situé à l'est du centre-ville à côté du marché dans le quartier Hamdallaye. Le marché se trouve dans le quartier Heremakono. En plus, la ville est dotée plusieurs écoles maternelles et primaires, un collège, d'un lycée (lycée Barry Dianwadou) et l'école régionale d'art et métier (ÉRAM).
La ville dispose également d'un centre culturel, une salle de cinéma (transformée en vidéo club), un stade préfectoral, des terrains de basket-ball et de volley-ball.
On y trouve une huilerie (unité de production d'huile d'arachide) qui est en cours de rénovation et qui devrait rouvrir pour novembre 2013. Afin d'assurer l'alimentation de l'usine en arachide coques, un vaste programme de contractualisation avec les producteurs est en cours.[réf. nécessaire]
Une coopérative dénommée COPRAKAM (Coopérative des Producteurs d'Arachide, de Karité et de Miel) a été mise en place sur financement de la Coopération Belge (Agricord) et l'ONG Belge TRIAS avec l'appui de l'ONG guinéenne ATC en 2009,.
Dans le cadre du tourisme, la ville dispose de deux grands hôtels (hôtel Tinkisso et hôtel Sincéry).

## Histoire
D'après les anciens, le mot Dabola provient d'un nom de famille en Guinée (Dabo). Il y a deux frères chasseurs qui venaient souvent sur cette zone entourée de montagne pour chasser ; vu l'importance de la zone et sa beauté, ils ont décidé d'y rester avec leur famille. Étant le centre de la Guinée, la zone a très vite vu sa population augmenter.
[réf. nécessaire]
Entre 1904 et 1906, il y avait deux almamy : Alpha oumar bademba de alfaya à Mamou et Baba Alimou le fils de sory yilili de soriya à Timbo. C'est en 1906 que baba Alimou est décédé. En 1912 l administration coloniale mit fin au pouvoir des Almamy, le canton de téré-Dabola fut créé , Bocar biro petit frère de baba Alimou en fut le chef jusqu'à son décès en 1937.[pas clair]

## Personnalité
- Aicha Kindia, originaire de Dabola ;
- Barry Diawadou (1916-1973), homme politique guinéen ;
- Ismaïla Ghussein (1935-2016), député guinéen.